# Bitwa pod Mielnikiem
Bitwa pod Mielnikiem – walki polskiej II Brygady Piechoty Legionów i pododdziałów grupy gen. Zdzisława Kosteckiego z oddziałami sowieckiej 17 Dywizji Strzelców w czasie II ofensywy Frontu Zachodniego Michaiła Tuchaczewskiego w okresie wojny polsko-bolszewickiej.

## Położenie wojsk przed bitwą
W pierwszej dekadzie lipca przełamany został front polski nad Autą, a wojska Frontu Północno-Wschodniego gen. Stanisława Szeptyckiego cofały się pod naporem ofensywy Michaiła Tuchaczewskiego.
Naczelne Dowództwo Wojska Polskiego nakazało powstrzymanie wojsk sowieckiego Frontu Zachodniego na linii dawnych okopów niemieckich z okresu I wojny światowej.
Sytuacja operacyjna, a szczególnie upadek Wilna i obejście pozycji polskich od północy, wymusiła dalszy odwrót wojsk polskich.
1 Armia gen. Gustawa Zygadłowicza cofała się nad Niemen, a 4 Armia nad Szczarę.
Obrona wojsk polskich na linii Niemna i Szczary również nie spełniła oczekiwań. W walce z przeciwnikiem oddziały polskie poniosły duże straty i zbyt wcześnie zaczęły wycofanie na linię Bugu.
Plan polskiego Naczelnego Dowództwa zakładał, że 1. i 4 Armia oraz Grupa Poleska do 5 sierpnia będą bronić linii Narew – Orlanka oraz Leśna – Brześć, aby umożliwić przygotowanie kontrofensywy z rejonu Brześcia na lewe skrzydło wojsk Frontu Zachodniego Michaiła Tuchaczewskiego. Rozstrzygającą operację na linii Bug, Ostrołęka, Omulew doradzał też gen. Maxime Weygand.

## Walki pod Mielnikiem
W ostatnich dniach lipca 1920 linię Bugu w rejonie Mielnika obsadzały pododdziały grupy gen. Zdzisława Kosteckiego w składzie: zbiorczy szwadron 10 pułku ułanów i trzy kompanie marszowe 22. i 37 pułku piechoty, a mostu na Bugu bronił I/62 pułku piechoty z działonem 8/15 pułku artylerii polowej. Przez most w Mielniku przeszły też pododdziały II Brygady Piechoty Legionów.
Część brygady wzmocniła obronę I rzutu na Bugu, a pozostałość stanowiła odwód ześrodkowany w rejonie Mierzwie – Mielnik.
W tym czasie na Mielnik maszerowała sowiecka 17 Dywizja Strzelców. Jej 51 Brygada Strzelców 1 sierpnia sforsowała Bug w rejonie Niemirowa i odrzuciła na zachód kompanie marszowe 22 i 37 pułku piechoty. 50 Brygada Strzelców uchwyciła nieuszkodzony most na Bugu pod Mielnikiem i zajęła Zabuże. Stąd jej 150 pułk strzelców zaatakował Hołowczyce a 149 ps Serpelice.
Przeciwko tym siłom polskie dowództwo skierowało dwa odwodowe bataliony 3 pułku piechoty Legionów, każdy o potencjale bojowym słabej kompanii piechoty. Po krótkiej walce zostały one zmuszone do powrotu do Mierzwi Starych. Z rejonu Mierzwi Nowych atakował bez powodzenia III/2 pp Leg.
Po południu ruszyło kolejne polskie natarcie na Mielnik. Wykonywał je osłabiony II/62 pp i pozostałości I/62 wspierane przez szwadron zbiorczy i kompanie marszowe. Po trzech godzinach walki oddział uderzeniowy opanował linię Bugu. Jednak Sowieci dokonali głębokiego obejścia, a 149 pułk strzelców zdobył Serpelice i zaczął obchodzić skrzydło szwadronu zbiorczego. Ostatecznie oddziały polskie wycofały się do Horoszek Wielkich i Hołowczyc. Sowieci utrzymali się na lewym brzegu Bugu, a do wieczora osiągnęli linię Hołowczyce - Horoszki Wielkie i Małe - Buczyce Nowe i Stare.
2 sierpnia do natarcia przystąpiła grupa płk. Tadeusza Gałeckiego. Mielnik atakowały dwa bataliony pułku aeronautycznego wspierane ogniem  plutonu 8/15 pap. Bataliony przed zmrokiem osiągnęły Hołowczyce. W międzyczasie pozostawione w Platerowie II batalion pułku aeronautycznego oraz batalion alarmowy 128 pułku piechoty wyparły za Bug w okolicach Buszek 242 pułk.
3 sierpnia walczono o utrzymanie linii Bugu. W oddziałach polskich brakowało koordynacji działań. 4 sierpnia oddziały grupy gen. Kosteckiego ponownie uderzyły w rejonie Zabuża na oddziały 50 Brygady Strzelców. Natarcie prowadzone było mało energicznie i przeciwnik zdołał utrzymać się na lewym brzegu Bugu.